# 1144
1144 (MCXLIV) var ett skottår som började en lördag i den julianska kalendern.

## Händelser

### Mars
- 9 mars – Sedan Celestinus II har avlidit dagen innan väljs Gherardo Caccianemici dal Orso till påve och tar namnet Lucius II.[1]

### Okänt datum
- Koret uppförs i klosterkyrkan Saint-Denis i Saint-Denis utanför Paris.
- Herrevads kloster grundas.
- Zangi av Mosul erövrar Edessa.

## Födda
- Maria Komnena, drottning av Ungern.

## Avlidna
- 8 mars – Celestinus II, född Guido di Castello, påve sedan 1143.
- Petronilla, holländsk regent.